# Fête de San Isidro (Madrid)
La feria de San Isidro est une fête célébrée dans plusieurs régions de l'Espagne, en l'honneur de Saint Isidore. La plus grande d'entre elles a lieu à Madrid du 11 au 15 mai, notamment dans le quartier de Carabanchel. Elle est traditionnellement accompagnée de corridas, de concerts, de spectacles ou de feux d’artifice, entre autres.